# Marche nordique

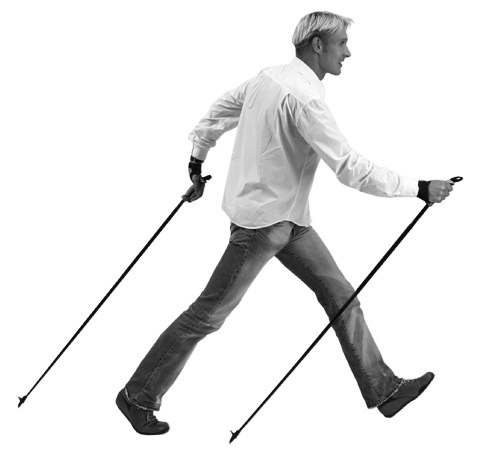
Vue de profil d'un marcheur nordique en action.

La marche nordique (en anglais : Nordic walking, en finnois : sauvakävely) est un sport de plein air, d'endurance et aérobique qui consiste en une marche accélérée avec des bâtons de marche spécifiques, généralement en matériau composite.
Ce sport, populaire dans les pays scandinaves, se pratique été comme hiver. Dérivée du ski de fond, la marche nordique est différente de la marche athlétique par l'utilisation de bâtons et par la possibilité de fléchir la jambe.
Les séances de marche nordique durent généralement de une à deux heures, précédées d'échauffements gymniques et suivies d'étirements. Majoritairement activité de loisir, la marche nordique se pratique aussi en compétitions sportives. En France, ce sport est rattaché à la Fédération française d'athlétisme qui a lancé, en septembre 2014, le Marche Nordique Tour.
Les bienfaits de cette discipline sont reconnus scientifiquement. De plus, cette marche constitue un entraînement pour différents sports tels que la randonnée pédestre, la raquette à neige, le ski de fond et elle complète d'autres sports.

## Histoire

### Naissance en Finlande
La marche nordique remonte aux années 1920. Durant la décennie suivante, des skieurs de fond se sont entraînés hors saison à la « marche à ski » pendant l'été. La marche nordique telle que nous la connaissons à ce jour remonte au printemps 1997. C'est dans le courant de cette année que la marque Exel® a baptisé cette pratique du nom de « marche nordique ». Les précurseurs finlandais de la discipline sont Leena Jääskeläinen et Mauri Repo.
La première, enseignante à la Faculté d'éducation physique de l'Université de Jyväskylä à Helsinki, insère en 1966 des sessions de marche nordique dans ses cours et vante ses mérites par rapport à la marche classique. Le second, ancien entraîneur principal au sein de la fédération sportive des ouvriers finlandais (fi) (Suomen Työväen Urheiluliitto, TUL) et professeur de ski, publie Hiihdon lajiosa en 1979 qui contient des méthodes d'entraînement hors saison pour le ski de fond proches de la marche nordique actuelle,.
En 1997, Marko Kantaneva, professeur de sport finlandais, publie sa méthode Sauvakävely de marche avec bâtons ainsi que des exercices de préparation physique. La même année, pour pallier le manque de neige, la fédération finlandaise de ski organise la première compétition de marche nordique.
La discipline connaît une importante expansion dans le pays et en 2000, on dénombre un million de pratiquants, soit une personne sur six. La même année, en Finlande, Aki Karihtala fonde l'International Nordic Walking Association (INWA), une organisation internationale qui promeut et développe la pratique de la marche nordique.

### Pratique en France
Dès ses débuts en France, la marche nordique est appuyée par la fédération française d'athlétisme (FFA). En 2009, cette dernière obtient la délégation ministérielle[pas clair] pour la discipline. La FFA est chargée de la promotion, de la formation, de l'encadrement et de la réglementation en compétition,. Au début des années 2010, 400 clubs proposent cette activité et regroupent 18 000 pratiquants licenciés athlé santé loisir. La première édition de l'Euro Nordic Walk Vercors, rassemblement européen de marche nordique, a lieu dans la commune de Villard-de-Lans en 2013. Depuis, ce rassemblement se déroule chaque année en juin dans le massif du Vercors. En 2015, désormais 700 clubs et 25 000 licenciés sont dénombrés. Toujours en 2015, la FFA lance le premier championnat de France de marche nordique.
Arja Jalkanen-Meyer, finlandaise installée en France et consultante auprès de la FFA pour la marche nordique, qualifie la discipline de "nouveau jogging" en raison du succès croissant dans le pays. Des études sociologiques relient cette forme de marche à des pratiques de course hors stade et rapproche son succès de celui du trail. Les deux sports possèdent d'ailleurs de nombreux points communs : même affiliation fédérale, même forme institutionnelle de pratique (entraînement, forme, effort, goût des rassemblements). La tenue vestimentaire portée par les marcheurs nordiques se rapproche des coureurs à pied et surtout des traileurs qui utilisent également parfois des bâtons. Les épreuves de marche nordique avec classements, podiums et remises de prix sont souvent organisées de manière conjointe avec des trails.
La marche nordique est présente dans de nombreux clubs de la FFrandonnée qui accompagne la discipline au sein de ces clubs dans le cadre "loisirs" et aménage des circuits adaptés sur l'ensemble du territoire (marquage jaune comme les PR), dont certains figurent dans ses topoguides. De même la marche nordique est enseignée dans de nombreux clubs de la Fédération française de la retraite sportive (FFRS) destinée aux personnes de plus de 50 ans dans le cadre du « Concept sport senior santé » développé en 2007 .

## Équipement

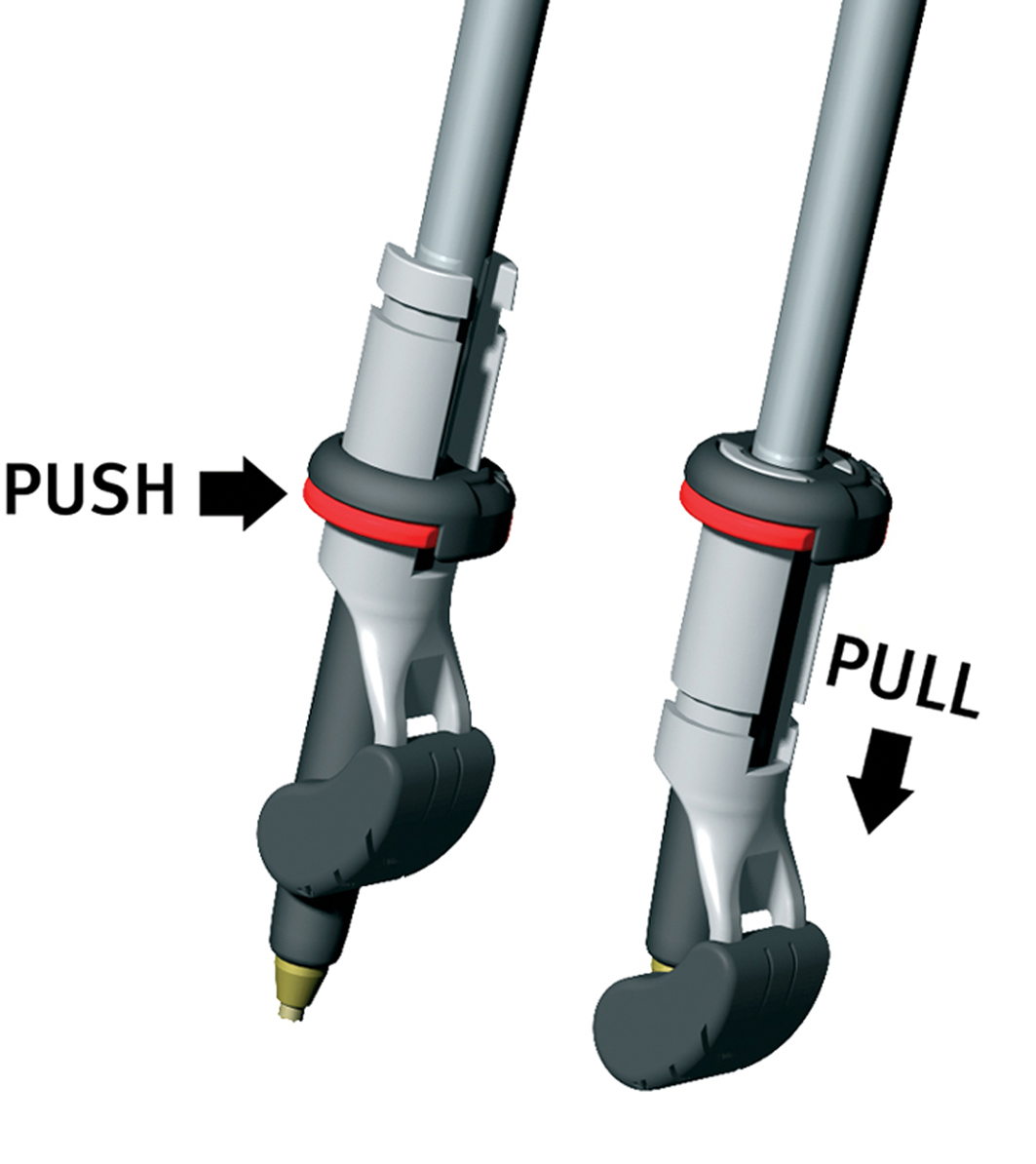
Système coulissant pour passer du mode pointe à celui avec pad.

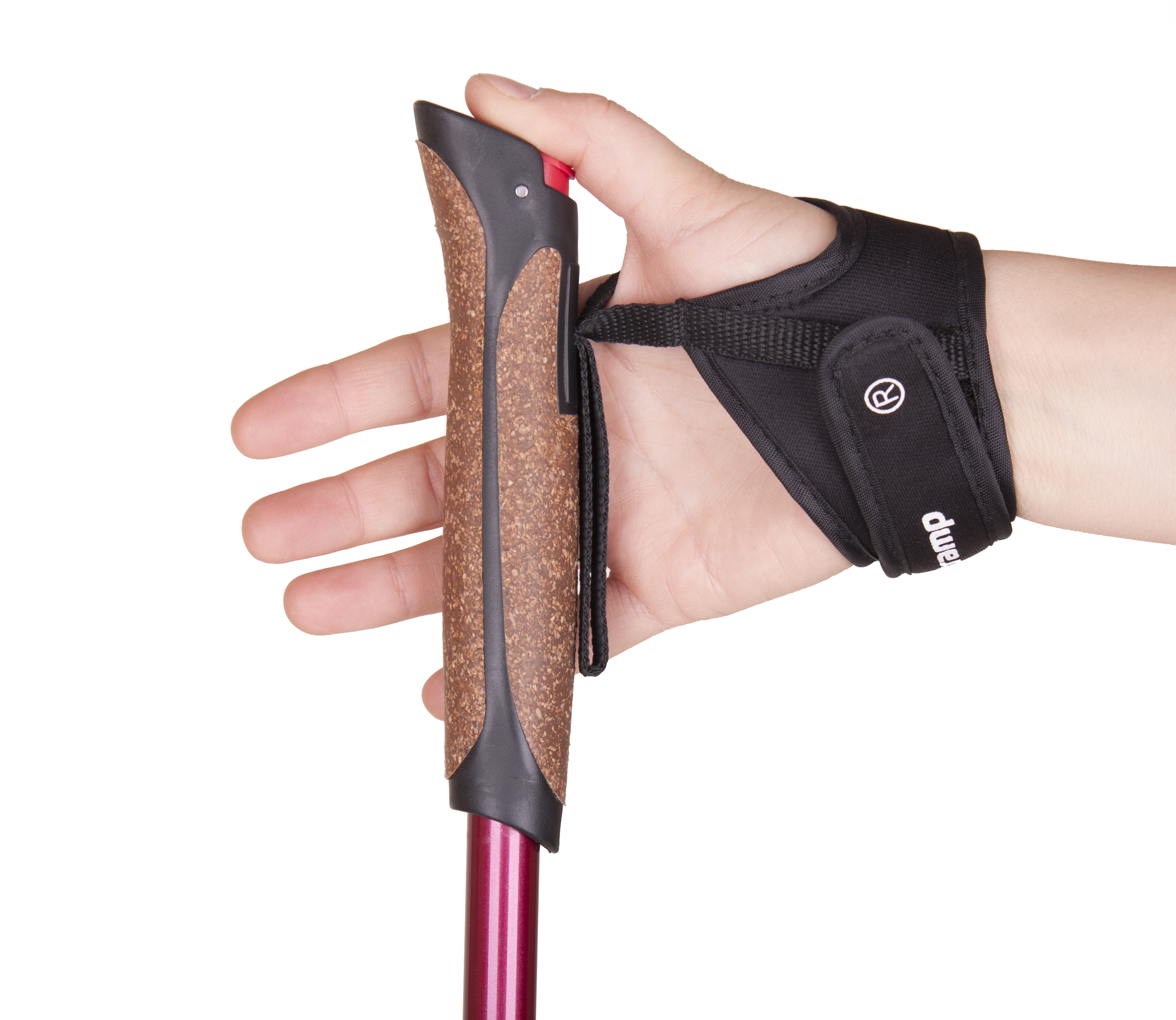
Poignée d'un bâton de marche nordique.

Les bâtons de marche nordique peuvent être de deux types : monobrins ou multibrins. Les premiers possèdent une tige d'un seul tenant et sont disponibles en plusieurs tailles. Composés de deux ou trois brins, les seconds sont télescopiques et réglables en verrouillage par torsion. Les bâtons monobrins sont en général plus solides et plus légers. Les bâtons multibrins sont plus facilement transportables.
En moyenne, la taille des bâtons s'obtient en multipliant la taille du pratiquant par 0,7 ou en soustrayant 50 cm. En cas d'entre deux, des bâtons plus courts sont conseillés pour une marche tranquille tandis qu'une taille supérieure convient mieux pour une allure soutenue.
Les bâtons sont fabriqués en fibres de verre, aluminium ou fibres de carbone. Les matériaux composites sont préférés à l'aluminium, robuste, mais qui n'absorbe pas les torsions et les vibrations. Ces dernières seraient transmises intégralement aux articulations des coudes et des épaules. La fibre de verre tend à être délaissée au profit de la fibre de carbone plus résistante,.
Les pointes de bâtons sont en métal durci. Idéales pour les sentiers et la plupart des environnements naturels, elles sont protégées par des patins en caoutchouc sur les terrains durs tels que routes, trottoirs, etc., amovibles ou intégrés au bâtons,.
Un bâton de marche nordique est muni d'une dragonne et d'un gantelet pour le lâchage puis le rattrapage. Ils sont indispensables pour propulser le bâton vers l'arrière et récupérer la poignée dans la paume lors du mouvement de bras vers l'avant. Pour des raisons pratiques, certains modèles de bâtons ont des gantelets clipsables.
Concernant les chaussures, celles de marche à pied, de jogging, de trail ou de trekking conviennent . Elles doivent être légères, résistantes et aérées. Certains équipementiers sportifs proposent des chaussures spécifiques à la marche nordique.

## En France

### Formations
Seule agréée à dispenser des formations officielles, la fédération française d'athlétisme (FFA) en propose deux types :
- la formation "Coach Athlé Santé" autorise un professionnel du sport à encadrer la marche nordique, l'accompagnement running, la condition physique et la remise en forme. Les personnes formées sont en général en poste dans des clubs d'athlétisme labellisés[16],[17],[18] ;
- la formation "Moniteur Marche Nordique" qui possède deux niveaux, autorise les professionnels du sport à se spécialiser en marche nordique et à l'enseigner dans leur association[16],[18],[19].

La fédération française sports pour tous et la fédération française d'éducation physique et de gymnastique volontaire, forment elles aussi, par l'intermédiaire de la FFA, des animateurs de marche nordique. D'autres associations ou organismes français proposent des formations non officielles. La fédération de Nordic Walking propose une formation pour devenir moniteur de marche nordique avec trois niveaux : initiateur, animateur et instructeur. La compagnie des moniteurs de marche nordique propose une formation adaptée aux terrains de moyenne montagne où sont proposées des techniques de descente et de montée adaptées à ce type de terrain.

### Compétitions

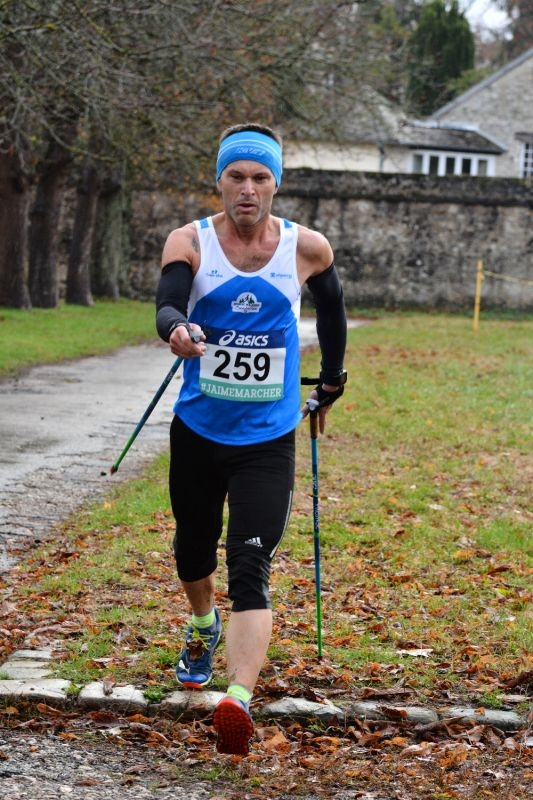
Franz liskowitch

Nathalie Jaunet détient le record des titres aux championnats de France de marche nordique : elle est quatre fois championne de France chez les femmes sur quatre compétitions. Franz Liskowitch est récompensé deux fois dans la compétition masculine.

## Effets sur l'organisme
La marche nordique est une activité physique saine et bien acceptée. Bien intégrée dans la vie quotidienne, elle est une prévention primaire et secondaire d'un large éventail de maladies.
La marche nordique améliore la respiration, le système cardio-vasculaire et l'amplitude pulmonaire et tonifie la chaîne musculaire de l'ensemble du corps : épaules, pectoraux, abdominaux, bras, dos, cuisses et jambes ; c'est un sport complet et équilibré praticable à tout âge,. Elle présente en outre des avantages pour :
- la prévention de l'ostéoporose et l'amélioration de la circulation sanguine ;
- le renforcement du système immunitaire ;
- la rééducation après des blessures sportives ou autres.

La marche nordique entraîne une élévation significative de la consommation d'oxygène (+15,8%) ainsi que des dépenses caloriques par rapport à la marche normale. Tout ceci, sans augmenter significativement l'effort perçu.
Du point de vue de la dépense énergétique, la marche nordique augmente en moyenne la dépense de 400 calories par heure contre 280 calories pour la marche normale. Ainsi elle est de 40 à 50 % plus efficace que la randonnée pédestre pour la perte de poids.[réf. nécessaire] En outre, du point de vue des contraintes anatomiques, elle est plus douce que le footing et le jogging du fait d'une réduction des charges sur les articulations du dos, des genoux, chevilles et des pieds ; ce qui entraîne moins de douleurs articulaires.

## Autres bienfaits

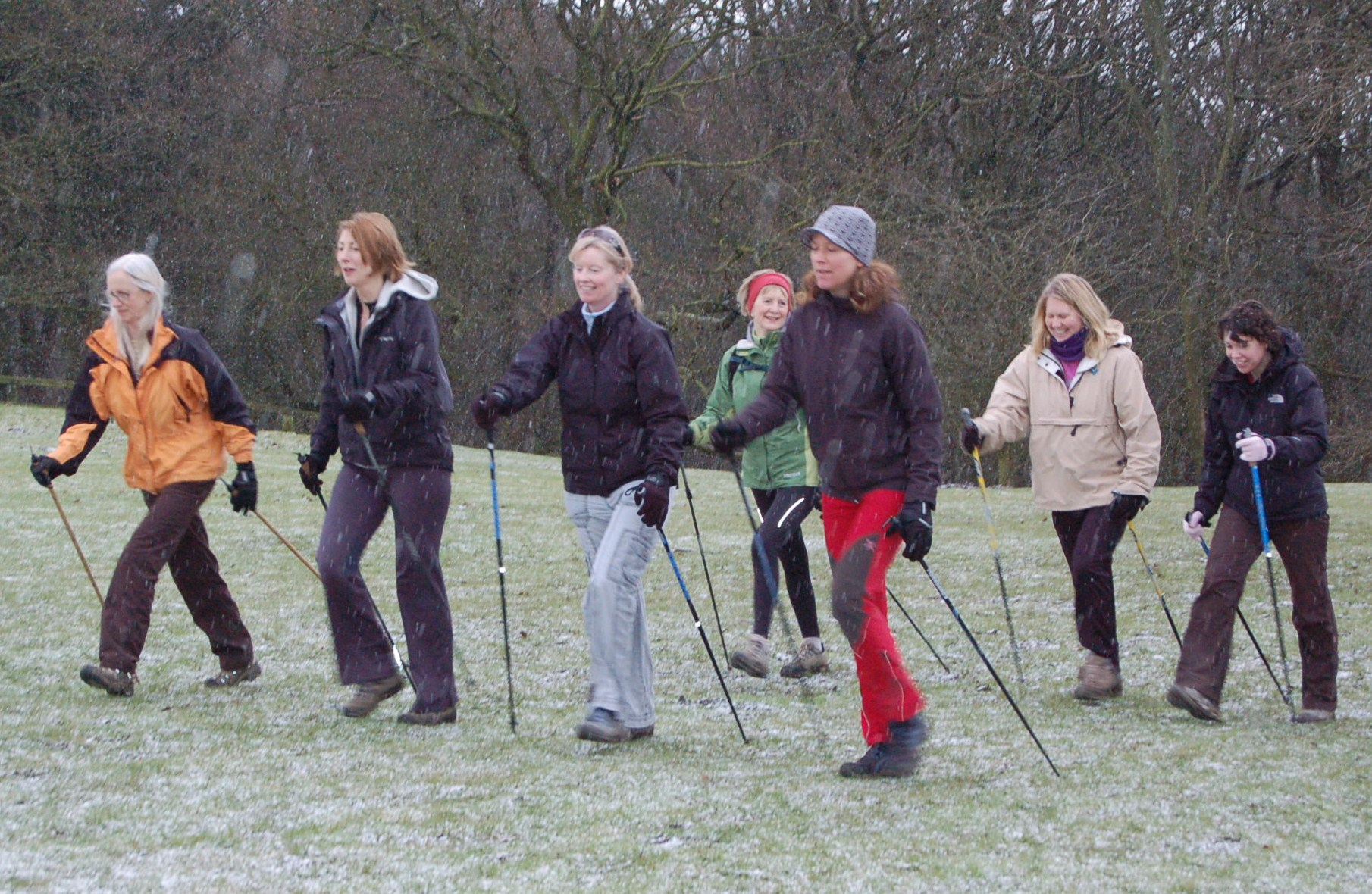
Groupe de marcheuses en Angleterre.

La marche nordique est un sport d'endurance efficace pour :
- le bien-être physique (sentiment de mouvement naturel) et mental (contre le stress) ;
- l'activité en plein air (la nature comme centre de mise en forme), dans des lieux et des terrains différents, avec un aspect de découverte ;
- l'équilibre et la coordination ;
- l'amélioration de la posture ;
- le renforcement musculaire global.

Souvent pratiquée en groupe, la marche nordique comporte aussi un aspect relationnel et social important.